# Thorns
För musikalbumet av Takida, se Thorns (album).
Thorns är ett norskt black metalband från Trondheim, bildat 1991.
Bandet bildades 1989 under namnet Stigma Diabolicum av Marius Vold och Blackthorn (Snorre Ruch) och efter ett tag, Faust (Bård Eithun). Efter den andra demon så blev emellertid bandet ett soloprojekt för Blackthorn, som gav ut ytterligare en demo innan han drogs in i turbulensen kring den norska black metal-scenen i början av 1990-talet. 
1994 dömdes Blackthorn för medhjälp till mordet på Mayhems ledare Euronymous till 8 års fängelse (han hade kört Varg Vikernes till Oslo samt sett själva mordet). Detta kom att innebära att bandet låg på is fram till 1999 då skivan Thorns vs Emperor kom ut. Den hittills enda albumet Thorns gavs ut 2001.
Snorre Ruch meddelade September 2008 på Thorns myspace-sida att de håller på att göra ett nytt album som skall släppas någon gång 2009.

## Medlemmar
Nuvarande medlemmar
- Blackthorn (Snorre Westvold Ruch) – gitarr, keyboard, sång, programmering (1991– )
- Aldrahn (Bjørn Dencker Gjerde) – sång (2000– )
- Jon T. Wesseltoft – basgitarr (2007– )
- Kenneth Kapstad – trummor (2007– )
- Christian Broholt – gitarr (2007– )

Tidigare medlemmar
- Faust (Bård Guldvik Eithun) – trummor (1991–1992)
- Marius Vold – sång, programmering (1991–1992)
- Harald Eilertsen – basgitarr (1991–1992)

Sessionsmusiker
- Terje Kråbøl – trummor på Trøndertun
- Ronnie Prize – basgitarr på Trøndertun
- Satyr (Sigurd Wongraven) – sång på Thorns
- Aldrahn – sång på Thorns
- Hellhammer (Jan Axel Blomberg) – trummor på Thorns

Medlemmar i Stigma Diabolicum (1989–1991)
- Pedophagia (Snorre Westvold Ruch) – gitarr, basgitarr (1989–1991)
- Coprophagia (Marius Vold) – sång, trumprogrammering (1989–1991)
- Harald Eilertsen – basgitarr (1990–1991)
- Fetophagia (Bård Guldvik Eithun) – trummor (1990–1991)

## Diskografi
Demo
- Luna de Nocturnus (1989)
- Grymyrk (1991)
- Trøndertun (1992)

Studioalbum
- Thorns (2001)

EP
- Embrace / Fragment (2002)
- Stellar Deceit: Live in Oslo (2014)

Samlingsalbum
- Stigma Diabolicum (2007)

Annat
- Thorns vs Emperor (1999) (delad album med Emperor)
- Fragment / Be My Love (2002) (delad EP med Gro Melgaard)